# ФК Морава Велика Плана
ФК Морава Велика Плана је фудбалски клуб из Велике Плане, и тренутно се такмичи у Подунавско-шумадијској зони, четвртом такмичарском нивоу српског фудбала. Клуб је основан 1928. године. Боја клуба је плава. 
Највећи успех у новијој историји клуб је остварио у сезони 2006/07. када осваја 2. место у Српској лиги Запад, али је већ у првој сезони заузео 14. место и испао у нижи ранг, Зону Дунав. 